# Wong Chuk Hang (MTR)
Wong Chuk Hang (traditioneel: 黃竹坑) is een metrostation van de Metro van Hongkong. Het is een halte aan de South Island Line.